# Kel Nagle
Kelvin „Kel“ David George Nagle AM (* 21. Dezember 1920 in Sydney, New South Wales; † 29. Januar 2015 ebenda) war ein australischer Profigolfer, der vor allem als Sieger der British Open im Jahre 1960 internationale Bekanntheit erlangte. Zwischen den Jahren 1949 und 1975 verging kein Jahr, in dem Nagle nicht wenigstens einen Turniersieg verzeichnen konnte.
Von insgesamt 81 Turniersiegen waren 61 bei der PGA Tour of Australasia, womit er mit erheblichen Abstand die Liste der meisten Siege bei der PGA Tour of Australasia anführt. Im Jahre 2007 wurde er in die World Golf Hall of Fame aufgenommen.

## Leben und Karriere
Kel Nagle wurde im Jahre 1920 in North Sydney, einem Stadtteil Sydneys im australischen Bundesstaat New South Wales, geboren, wo er als 15-Jähriger auch seine Karriere als Golfer begann, nachdem er zuvor als Caddie und in einem Shop bei einem Golfplatz gearbeitet hatte. Nachdem er nur wenige Jahre als Nachwuchsgolfer aktiv gewesen war, wurde er im Jahre 1939 in den fünfeinhalb Jahre dauernden Militärdienst einberufen, wobei er während dieser Zeit kein einziges Mal Golf spielte, jedoch umgehend nach Ende des Zweiten Weltkriegs im Jahre 1946 zum Profispieler wurde. Zu diesem Zeitpunkt war Nagle bereits 25 Jahre alt, hatte nur wenig Turniererfahrung und war bereits Vater von drei Kindern. Der kräftig gebaute Nagle begann seine Karriere als Longhitter, war aber ein schwacher Putter. Nachdem er bei seinem ersten Trip in die Vereinigten Staaten im Jahre 1951 von den dortigen Topspielern gelernt hatte, änderte sich auch seine Spielweise, wobei er sich mehr auf die Genauigkeit bei weiten Schlägen, sowie eine Verkürzung beim Putten konzentrierte. Dabei wurde er auch zu einem sogenannten „Up-and-Down“-Spieler, einem Spieler, der es mit nur zwei Schlägen von abseits des Grün bzw. in einem Grünbunker schafft, den Ball einzulochen. Durch seinen Freund und Weggefährten Peter Thomson, der in diesem Jahr seine Profikarriere startete, wurde er im Jahre 1949 ermutigt seine noch sieglose Karriere als Profigolfer fortzusetzen. Dies war von Erfolg gekrönt; mit der Australian PGA Championship konnte er noch im selben Jahr seinen ersten Turniersieg davontragen. Vor allem in den 1950ern avancierte Kel Nagle zu einem der besten australischen Golfer der Geschichte, obwohl er es selbst im Laufe seiner Karriere nur zu einem einzigen Major-Sieg gebracht hatte.
Das Jahr 1950 beendete Nagle mit einem Sieg der WA Open, die er auch noch in den beiden nachfolgenden Jahren gewinnen konnte. Weitere Erfolge erreichte er 1951 mit dem Sieg der North Coast Open, dem ersten von insgesamt vier Siegen (1951, 1952, 1954 und 1955), der New South Wales Open, dem ersten von drei Siegen (1951, 1957 und 1968), und der ACT Open, dem ersten von insgesamt zwei Siegen (1951 und 1954). 1952 konnte er zum ersten Mal die NSW PGA Championship gewinnen, die er in den Jahren 1953, 1955, 1956, 1959, 1965 und 1971 abermals als Gewinner beendete. Weitere Turniersiege errang er 1953 beim Adelaide Advertiser Tournament sowie beim McWilliams Wines Tournament. 1954 gewann er zum zweiten Male die Australian PGA Championship, die er danach auch noch in den Jahren 1958, 1959, 1965 und 1968 gewann. Des Weiteren war er in diesem Jahr erstmals bei den Lakes Open siegreich, bei denen er auch in den Jahren 1957 und 1958 als Sieger hervorging. Beim Canada Cup des Jahres 1954 konnte sich Nagle zusammen mit Peter Thomson gegen die Konkurrenz durchsetzen, wobei die beiden das Turnier vor den Zweitplatzierten Antonio Cerdá und Roberto DeVicenzo aus Argentinien gewannen. Ein Jahr später lagen die beiden im Endklassement des Canada Cup ebenfalls auf Rang 2 hinter den beiden US-Amerikanern Ed Furgol und Chick Harbert.
Im Jahre 1957 konnte Nagle erstmals die New Zealand Open gewinnen, die er in weiterer Folge noch sechs Mal gewann (1958, 1962, 1963, 1967, 1968 und 1969). Zusammen mit seinem Landsmann Peter Thomson (9 Siege) und Bob Charles, dem einzigen neuseeländischen British-Open-Sieger in der Geschichte, dominierte er das Turnier über einen Zeitraum von zwei Jahrzehnten von Anfang der 1950er bis Anfang der 1970er. Außerdem konnte er sich erstmals als Sieger der New Zealand PGA Championship eintragen lassen, wobei er dieses Turnier in den Jahren 1958, 1960, 1970, 1973, 1974 und 1975 weitere sechs Mal gewinnen konnte. Nach 1953 konnte er das Adelaide Advertiser Tournament 1958 zum wiederholten Male als Sieger beenden; vier Jahre später, im Jahre 1962, gewann er dieses Turnier zum letzten Mal. 1959 gewann er außerdem das erste Mal die Queensland Open, die er 1964 erneut als Sieger beendete. Das Ampol Tournament des Jahres 1959 endete für Nagle in einem Unentschieden. Beim Canada Cup 1959 konnten sich Nagle und Thomson erneut durchsetzen und gewannen das Golfturnier vor den beiden US-Amerikanern Cary Middlecoff und Sam Snead. Zwei Jahre später landete das australische Duo hinter Jimmy Demaret und Sam Snead abermals nur auf dem zweiten Rang. Seinen bisherigen Karrierehöhepunkt erreichte Kel Nagle allerdings noch ein Jahr zuvor bei den British Open 1960, als er mit einem Schlag Vorsprung auf Arnold Palmer, der in diesem Jahr zum ersten Mal an diesem Major-Turnier teilnahm, den Siegerpokal und ein Preisgeld in Höhe von 1.250 £ erkämpfte.
Eine größere Anzahl internationaler Turniere gewann der Australier im Jahre 1961, als er unter anderem die Open de France, die Hong Kong Open, die Swiss Open, das Irish Hospitals Tournament, sowie das Dunlop Tournament für sich entscheiden konnte. Das erste und einzige Mal, dass er die Victorian PGA Championship gewinnen konnte, war im Jahre 1962. In diesem Jahr wurde er mit sechs Schlägen Rückstand auf Arnold Palmer Zweiter bei den British Open, bekam für diese Leistung aber noch 1.000 £ und damit um nur 400 £ weniger als der Sieger. 1962 ging Nagle auch erstmals als Gewinner des Bowmaker Tournaments, das er drei Jahre später erneut gewann, hervor. Beim Esso Golden Tournament, das in den Jahren 1961 bis 1967 als Rundenturnier im Moor Park Golf Club in Rickmansworth, Hertfordshire ausgetragen wurde, konnte sich Kel Nagle jeweils in den Jahren 1963 und 1967 als Sieger eintragen lassen. Die Canadian Open meisterte er im Jahre 1964. 1966 nahm The Purple Clasher an den Wills Masters und dem West End Tournament teil; bei erstgenanntem reichte es für einen Sieg, beim zweitgenannten lediglich für ein Unentschieden. Ein Jahr später reichte es schließlich für einen Sieg im West End Tournament; diese Leistung wiederholte er in den 1968, 1972 und 1974, als er sich weitere drei Male den Turniersieg holte. Des Weiteren gewann er 1967 erstmals die Victorian Open, die er auch zwei Jahre später für sich entscheiden kann.
1971 und 1973 gewann er ein von Pringle of Scotland gesponsertes Golfturnier. Ebenfalls 1971 war er Sieger der PGA Seniors Championship, sowie der World Seniors; 1973 konnte er erneut die PGA Seniors Championship und zwei Jahre später war er erneut Sieger beider Senior-Turniere. 1975 gewann Kel Nagle auch erstmals die South Coast Open, gefolgt von den Western Australia PGA Championship, die er ebenfalls erstmals gewann. Außerdem zerbrach in dieser Zeit seine seit 1949 andauernde Siegesserie, mit mindestens einem Turniersieg pro Jahr; 1976 blieb er gänzlich ohne Gewinn. Ende der 1970er bzw. Anfang der 1980er Jahre zog sich Kel Nagle weitgehend von offiziellen Turnieren zurück, spielte aber bis in die 1980er und 1990er auf Senior-Basis Golf, wobei er auch weiterhin an zahlreichen Senior-Turnieren teilnahm. Im Jahre 1980 wurde Nagle wegen seiner Leistungen im Golfsport als Mitglied der Order of Australia aufgenommen. 1986 erfolgte die Aufnahme in die Sport Australia Hall of Fame, gefolgt von der Australian Sports Medal im Jahre 2001. Seit 2005 wird jährlich die nach Nagle benannte Kel Nagle Plate dem besten australischen Rookie verliehen. 2007 wurde The Purple Clasher zusammen mit Joe Carr, Hubert Green, Charles Blair Macdonald, Curtis Strange und Se Ri Pak in die World Golf Hall of Fame aufgenommen.
Am 29. Januar 2015 verstarb Nagle im Alter von 94 Jahren in seiner Heimatstadt Sydney. Bis zu seinem Ableben galt er als ältester noch lebender Sieger eines Major-Turniers. Außerdem hält er weitere Rekorde, so unter anderem die meisten Siege auf der Australasian Tour (61 Siege), sowie den Altersrekord, als ältester Sieger der Australasian Tour (mit 55 Jahren 1975). Bis 2010 galt er auch als ältester Sieger der Australian PGA Championship, nachdem er diese im Jahre 1968 im Alter von 48 Jahren gewann. 2010 übertraf diesen Altersrekord Peter Senior, der das Turnier im Alter von 51 Jahren für sich entscheiden konnte. Ken Nagle wurde am 4. Februar 2015 im Northern Suburbs Crematorium in North Ryde bestattet; beim Begräbnis waren neben Familie, Freunden und Bekannten auch einige ehemalige und aktive Golfspieler wie Peter Thomson, Wayne Grady, Jack Newton, Rodger Davis, Ian Stanley, Brian Jones, Frank Phillips oder Greg Normans Trainer Charlie Earp.

## Sonstiges
Der australische Golfer, Sportkommentator und Golfarchitekt Bruce Devlin benannte seinen Sohn nach Kel Nagle.
Gary Player meinte einst über Nagle, dass er ehrlich sagen kann, dass er in seinem bisherigen Leben niemanden getroffen hatte, der Kel Nagle nicht mochte.
Nagle selbst galt zeit seiner aktiven Karriere als einer der großen Gentlemen des Golfsports.
Auch Jack Nicklaus bezeichnete Nagle als einen bedeutenden Konkurrenten und wahren Gentleman.

## Erfolge

### Siege bei PGA Tour of Australasia (61)
- 1949: Australian PGA Championship
- 1950: WA Open
- 1951: North Coast Open, New South Wales Open, WA Open, ACT Open
- 1952: North Coast Open, WA Open, NSW PGA Championship
- 1953: NSW PGA Championship, Adelaide Advertiser Tournament, McWilliams Wines Tournament
- 1954: Australian PGA Championship, North Coast Open, Lakes Open, ACT Open
- 1955: North Coast Open, NSW PGA Championship
- 1956: NSW PGA Championship
- 1957: New South Wales Open, New Zealand Open, New Zealand PGA Championship, Lakes Open
- 1958: New Zealand Open, New Zealand PGA Championship, Australian PGA Championship, Lakes Open, Adelaide Advertiser Tournament
- 1959: Australian Open, Australian PGA Championship, Queensland Open, NSW PGA Championship, Ampol Tournament (Tie)
- 1960: New Zealand PGA Championship
- 1962: New Zealand Open, Victorian PGA Championship, Adelaide Advertiser Tournament
- 1964: New Zealand Open, Queensland Open
- 1965: Australian PGA Championship, NSW PGA Championship
- 1966: Wills Masters, West End Tournament (Tie)
- 1967: Victorian Open, New Zealand Open, West End Tournament
- 1968: New South Wales Open, New Zealand Open, Australian PGA Championship, West End Tournament
- 1969: New Zealand Open, Victorian Open
- 1970: New Zealand PGA Championship
- 1971: NSW PGA Championship
- 1972: West End Tournament
- 1973: New Zealand PGA Championship
- 1974: New Zealand PGA Championship, West End Tournament
- 1975: New Zealand PGA Championship, South Coast Open
- 1977: Western Australia PGA Championship

### Sieg bei der PGA Tour (2)
- 1960: The Open Championship
- 1964: Canadian Open

Major Championship ist fett gedruckt.

### Weitere Siege (13)
- 1954: Canada Cup (zusammen mit Peter Thomson)
- 1959: Canada Cup (zusammen mit Peter Thomson)
- 1961: Open de France, Hong Kong Open, Swiss Open, Irish Hospitals Tournament, Dunlop Tournament
- 1962: Bowmaker Tournament
- 1963: Esso Golden Tournament
- 1965: Bowmaker Tournament
- 1967: Esso Golden Tournament
- 1971: Pringle of Scotland
- 1973: Pringle of Scotland

### Auswahl an Senior Siegen
- 1971: PGA Seniors Championship, World Seniors
- 1973: PGA Seniors Championship
- 1975: PGA Seniors Championship, World Seniors

## Resultate in Major Championships
| Turnier               | 1951 | 1952 | 1953 | 1954 | 1955 | 1956 | 1957 | 1958 | 1959 |
| --------------------- | ---- | ---- | ---- | ---- | ---- | ---- | ---- | ---- | ---- |
| The Masters           | DNP  | DNP  | DNP  | DNP  | DNP  | DNP  | DNP  | DNP  | DNP  |
| U.S. Open             | DNP  | DNP  | DNP  | DNP  | DNP  | DNP  | DNP  | DNP  | DNP  |
| The Open Championship | T19  | DNP  | DNP  | DNP  | T19  | DNP  | DNP  | DNP  | DNP  |
| PGA Championship      | DNP  | DNP  | DNP  | DNP  | DNP  | DNP  | DNP  | DNP  | DNP  |

| Turnier               | 1960 | 1961 | 1962 | 1963 | 1964 | 1965 | 1966 | 1967 | 1968 | 1969 |
| --------------------- | ---- | ---- | ---- | ---- | ---- | ---- | ---- | ---- | ---- | ---- |
| The Masters           | CUT  | CUT  | CUT  | T35  | T21  | T15  | CUT  | T31  | T30  | DNP  |
| U.S. Open             | DNP  | T17  | DNP  | CUT  | CUT  | 2    | T34  | T9   | T52  | CUT  |
| The Open Championship | 1    | T5   | 2    | 4    | 45   | T5   | T4   | T22  | T13  | 9    |
| PGA Championship      | DNP  | DNP  | DNP  | DNP  | DNP  | T20  | CUT  | DNP  | DNP  | DNP  |

| Turnier               | 1970 | 1971 | 1972 | 1973 | 1974 | 1975 | 1976 | 1977 | 1978 | 1979 |
| --------------------- | ---- | ---- | ---- | ---- | ---- | ---- | ---- | ---- | ---- | ---- |
| The Masters           | DNP  | DNP  | DNP  | DNP  | DNP  | DNP  | DNP  | DNP  | DNP  | DNP  |
| U.S. Open             | T30  | DNP  | DNP  | DNP  | DNP  | DNP  | DNP  | DNP  | DNP  | DNP  |
| The Open Championship | T32  | T11  | T31  | T39  | CUT  | T40  | CUT  | DNP  | CUT  | DNP  |
| PGA Championship      | DNP  | DNP  | DNP  | DNP  | DNP  | DNP  | DNP  | DNP  | DNP  | DNP  |

| Turnier               | 1980 | 1981 | 1982 | 1983 | 1984 |
| --------------------- | ---- | ---- | ---- | ---- | ---- |
| The Masters           | DNP  | DNP  | DNP  | DNP  | DNP  |
| U.S. Open             | DNP  | DNP  | DNP  | DNP  | DNP  |
| The Open Championship | DNP  | DNP  | DNP  | DNP  | CUT  |
| PGA Championship      | DNP  | DNP  | DNP  | DNP  | DNP  |

DNP = nicht teilgenommen

CUT = Cut nicht geschafft

„T“ geteilte Platzierung

Grüner Hintergrund für Sieg

Gelber Hintergrund für Top 10